# Maximilian von Paumgartten
Freiherr Maximilian Sigismund Amand Josef von Paumgartten auch Maximilian Sigismund Amand Josef von Paumgarten (* 26. Oktober 1767 oder 14. April 1768 in Grieshof bei Gnas in der Steiermark; † 1. Januar 1827 in Wien) war ein österreichischer Feldmarschallleutnant der Kavallerie.

## Leben

### Familie
Maximilian von Paumgartten entstammte dem Adelsgeschlecht Paumgarten und war der Sohn des Landmarschalls Maximilian Edler von Paumgartten und dessen Ehefrau Barbara (1740–1786), die Tochter von Christof Augustin von Metzburg (* 1704; † 5. März 1757).
Er hatte drei Brüder, die ebenfalls militärische Karrieren einschlugen: Johann Baptist von Paumgartten wurde Feldmarschallleutnant und erhielt zahlreiche Auszeichnungen; Franz Xaver von Paumgartten diente als Grenadierhauptmann, und Leopold von Paumgartten starb 1814 als Oberstleutnant.
Am 7. Mai 1817 heiratete er in Hermannstadt Josephine Karolina von Hirling; gemeinsam hatten sie zwei Söhne sowie eine Tochter.

### Werdegang
Bereits im Alter von zehn Jahren trat Maximilian von Paumgartten in die Theresianische Militärakademie in Wiener Neustadt ein, eine Institution, in der auch seine Brüder ausgebildet worden waren.
Nach seiner Ausbildung wurde er 1787 als Fahnenkadett dem Infanterieregiment Thurn Nr. 43 zugeteilt. Noch im selben Jahr wurde er zum Fähnrich befördert und nahm an mehreren Feldzügen (siehe Russisch-Österreichischer Türkenkrieg (1787–1792)) gegen die Türken teil, wo er seine erste Gefechtswunde erlitt. Seine Tapferkeit während der Belagerung von Belgrad erregte die Aufmerksamkeit von Feldmarschall Gideon Ernst von Laudon, der ihm versprach, sich für seine Karriere einzusetzen. Maximilian von Paumgartten wurde daraufhin zum Unterleutnant befördert und diente im Tiroler Scharfschützen-Corps.
Er war an zahlreichen Gefechten gegen die Rebellen in den Niederlanden beteiligt, wo er für seine Tapferkeit gelobt wurde. Als 1792 Frankreich den Krieg erklärte, kämpfte Maximilian von Paumgartten an verschiedenen Fronten und wurde zweimal verwundet. Seine Gefangenschaft durch die französischen Truppen brachte ihn in eine schwierige Lage, aber er wurde schließlich auf Intervention von Feldmarschall Friedrich Josias von Sachsen-Coburg-Saalfeld freigelassen. 
Nach seiner Freilassung wurde er dem Generalstab zugeteilt, was ihm ermöglichte, strategische Einblicke zu gewinnen und seine Fähigkeiten weiter zu verfeinern. 
Die Jahre 1793 bis 1794 waren durch bedeutende militärische Erfolge geprägt. Paumgartten spielte eine Schlüsselrolle bei der Belagerung von Valenciennes und führte seine Truppen in der Schlacht von Roubaix, wo er eine entscheidende Offensive gegen die englisch-hannoverschen Streitkräfte orchestrierte. Diese Aktion rettete nicht nur den Herzog Frederick, Duke of York and Albany und seine Offiziere, sondern bewahrte auch viele Soldaten vor der Gefangenschaft. 
In den folgenden Jahren diente Paumgartten in verschiedenen militärischen Funktionen und erlebte bedeutende Schlachten, darunter die Schlachten bei Amberg, Ulm und Emmendingen, wo er für seine strategischen Fähigkeiten und Tapferkeit ausgezeichnet wurde. Bei den Schlachten von Aspern und Wagram führte er kühne Angriffe, die entscheidend für den Verlauf der Kämpfe waren. 
Sein Mut und seine Initiative führten dazu, dass er feindliche Bataillone angriff und gefangen nahm, was seine Fähigkeiten als Kommandeur unter Beweis stellte. Sein strategisches Geschick zeigte sich auch in der Kampagne von 1799 und 1800, wo er an der Einnahme der Festung St. Luzisteig beteiligt war. 
Während der Schlacht bei Znaim im Jahr 1809 führte er eine Batterie und die gesamte schwere Kavallerie, was entscheidend dazu beitrug, das rasche Vordringen des Feindes zu stoppen und die Artillerie-Reserve der österreichischen Armee zu schützen. Im selben Jahr erfolgte seine Beförderung zum Oberst. 
Nach dem Frieden von 1809 wurde Maximilian von Paumgartten als Regimentskommandant zu den Ulanen versetzt und erhielt Anerkennung für seine Verdienste in den folgenden Kriegen.  
In den Jahren 1813 bis 1814 war er als Generalmajor aktiv und befehligte die Vorhut des 4. Armeecorps. In der Schlacht bei Dresden war er für die Zerstörung der Brücke bei Meißen verantwortlich und hielt den vereinigten Angriff der feindlichen Truppen bei Hohenfichten erfolgreich stand. 
Nach den Friedensverhandlungen kam er im Jahr 1814 als Brigadier nach Siebenbürgen, 1815 nach Grodek in Galizien und 1817 wieder nach Siebenbürgen. 
Im Jahr 1825 erfolgte seine Beförderung zum Feldmarschallleutnant und er wurde Divisionär in Tarnow. 
Maximilian Paumgartten hatte bei 8 Belagerungen, in 13 großen Schlachten und 70 größeren und kleinen Gefechten gekämpft, wurde viermal verwundet und hatte drei Pferde unter dem Leib verloren. 
Neben seinen militärischen Leistungen war Maximilian von Paumgartten auch ein gebildeter Offizier, der Facharbeiten verfasste und sich mit topografischen Arbeiten beschäftigte. Seine Abhandlung über den Dienst der Feldjäger fand in Fachkreisen große Anerkennung. Zudem hatte er ein eigenes Gestüt zur Pferdezucht gegründet, das unter seiner Leitung florierte.
Maximilian von Paumgartten war bekannt für seine Fähigkeiten in Mathematik und seinen Sprachkenntnissen sowie für seine charakterlichen Eigenschaften.

## Ehrungen und Auszeichnungen
Maximilian von Paumgartten wurde für seine Verdienste mit mehreren Ehrenmedaillen ausgezeichnet. 
1822 erweiterte der Kaiser Franz I. den Freiherrenstand von seinem Bruder Johann Baptist von Paumgartten auch auf die weiteren noch lebenden Geschwister.
Er erhielt 1826 das siebenbürgische Indigenat. 

## Schriften (Auswahl)
- Abhandlung über den Dienst der Feldjäger zu Fuß. Wien, 1802 (Digitalisat).